# Шевчук Анжеліка Валеріївна
Анжелі́ка Вале́ріївна Шевчу́к (* 23 вересня 1969) — українська спринтерка, змагалась у бігу на 60 й 100 метрів та естафеті 4 х 100 метрів.

## Життєпис
Представляла команду Донецької області. У 1992 році стала першою чемпіонкою України на дистанції 100 метрів — результат 11.24 секунди.
1998 року у естафеті 4 х 100 метрів посіла четверте місце на чемпіонаті Європи.
Змагалася на чемпіонаті світу 1999 року, не дійшовши до фіналу.
Найкращий її особистий час — 7,17 секунди на 60 метрів у приміщенні, досягла у січні 1999 року у Запоріжжі.